# Obština Stara Zagora
Obština Stara Zagora (bulharsky Община Стара Загора) je bulharská jednotka územní samosprávy ve Starozagorské oblasti. Leží ve středním Bulharsku na jižních úpatích Staré planiny přecházejících v Hornothráckou nížinu. Sídlem obštiny je město Stara Zagora, kromě něj zahrnuje obština 51 vesnici. Žije zde přes 155 tisíc stálých obyvatel.

## Sídla
| - Arnautito - Bădešte - Benkovski - Bogomilovo - Borilovo - Borovo - Braťa Kunčevi - Dălboki - Elenino - Elchovo - Gorno Botevo - Chan Asparuchovo - Christijanovo - Chrišteni - Javorovo - Kalitinovo - Kalojanovec - Kazanka | - Kirilovo - Kolena - Kozarevec - Ljaskovo - Ljuljak - Lovec - Lozen - Madžerito - Malka Vereja - Malko Kadievo - Michajlovo - Mogila - Novo Selo - Orjachovica - Ostra Mogila - Pamukčii - Păstrovo - Petrovo | - Ploska Mogila - Podslon - Preslaven - Prjaporec - Pšeničevo - Rakitnica - Rumaňa - Samuilovo - Sladăk Kladenec - Stara Zagora (sídlo správy) - Starozagorski Bani - Strelec - Sulica - Vodeničarovo - Zagore - Zmejovo |

## Sousední obštiny
| Růžice kompasu | Kazanlăk        | Măgliž Nikolaevo     | Gurkovo             | Růžice kompasu |
| Růžice kompasu | Braťa Daskalovi | Sever                | Nova Zagora Radnevo | Růžice kompasu |
| Růžice kompasu | Braťa Daskalovi | Obština Stara Zagora | Nova Zagora Radnevo | Růžice kompasu |
| Růžice kompasu | Braťa Daskalovi | Jih                  | Nova Zagora Radnevo | Růžice kompasu |
| Růžice kompasu | Čirpan          | Dimitrovgrad         | Opan                | Růžice kompasu |

## Obyvatelstvo
V obštině žije 152 444 stálých obyvatel a včetně přechodně hlášených obyvatel 179 482. Podle sčítáni 1. února 2011 bylo národnostní složení následující:
- Bulhaři: 133 619 (91.3 %)
- Romové: 8 531 (5.8 %)
- Turci: 2 841 (1.9 %)
- ostatní: 1 329 (0.9 %)